# Apigenina
Apigenina (4’,5,7-triidroxiflavona) é uma flavona que é a aglicona de diversos glicosídeos. É um sólido amarelo cristalino que tem sido usado como um corante para lã. Apigenina pode contribuir para a ação químio-preventiva de vegetais e frutas.